# Petr Fulín
Petr Fulín (ur. 8 lutego 1977 roku w Pilźnie) – czeski kierowca wyścigowy.

## Kariera
Fulín rozpoczął karierę w wyścigach samochodowych w 2007 roku od startów w BMW 1 Challenge, gdzie piętnastokrotnie stawał na podium, a siedmiokrotnie na jego najwyższym stopniu. Uzbierane 1255 punktów pozwoliło mu zdobyć tytuł wicemistrza serii. W późniejszych latach pojawiał się także w stawce SEAT Leon Supercopa Germany, SEAT Leon Eurocup, Trofeo Abarth 500 Europe, 24H Series oraz European Touring Car Cup. Od 2014 roku Czech startuje także w World Touring Car Championship. W European Touring Car Cup zdobył tytuł mistrzowski w klasie Super 2000 TC2.